# IC 1299
IC 1299 — галактика типу OCL (розпилене скупчення) у сузір'ї Лисичка.
Цей об'єкт міститься в оригінальній редакції індексного каталогу.